# 土耳其共產黨 (2001年)
土耳其共產黨（土耳其語：Türkiye Komünist Partisi），简称土共（TKP），是土耳其的一個共产主义政党。

## 歷史

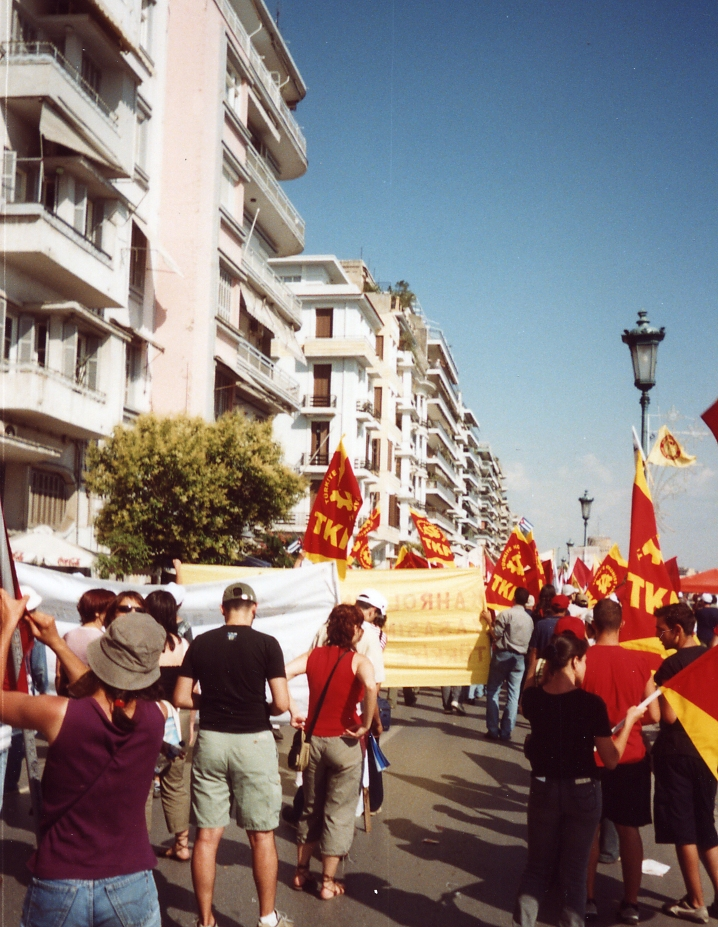
2003年，土耳其共产党趁歐盟在希臘東部的塞薩洛尼基舉行高峰會時示威。

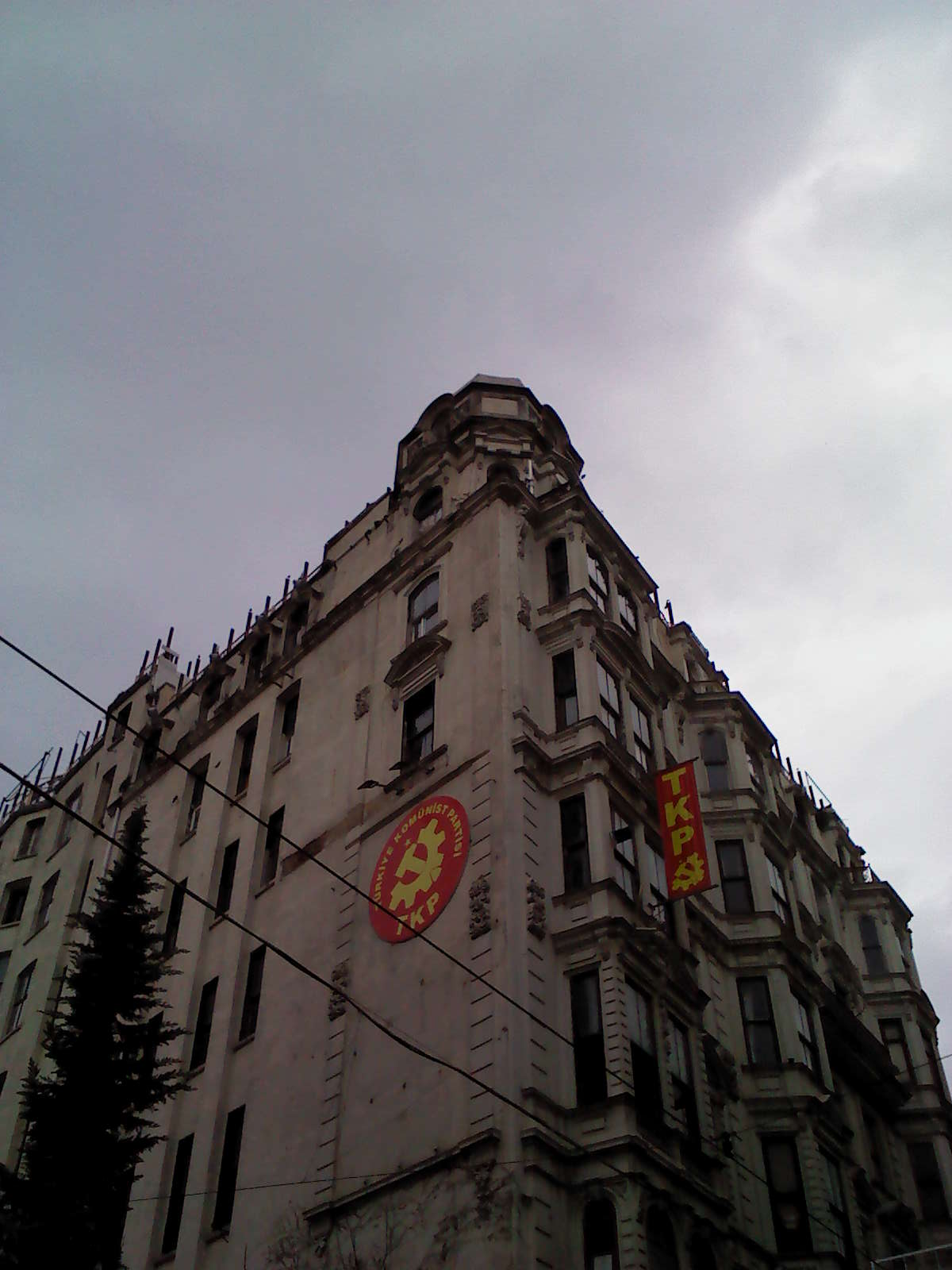
土耳其共产党在伊斯坦布尔的办公室

1978年，一批被土耳其工人党开除的党員建立“社會主義力量”组织。1980年，土耳其發生政變，该组织被禁止活动。1992年10月7日，“社会主义力量”组织决定成立一个公开的政党，即社会主义土耳其党。不久，社会主义土耳其党被土耳其宪法法院取缔。于是，原“社会主义力量”组织的成员又于1993年8月16日建立社会主义力量党。该党坚持四项原则：反对帝国主义、坚持集体主义（反对私有化）、反对伊斯兰原教旨主义、独立于资本主义制度及其机构。该党的活动集中于大学和工会两个领域。
2001年11月11日，该党改名为土耳其共产党。2014年7月13日，该党分裂成共产党和土耳其人民共产党。2017年1月22日，上述两党决定结束分裂，重新共同以土耳其共产党的名义活动。

## 历任领袖

### 主席
- 艾德米尔·居勒（英语：Aydemir Güler）（2001年11月11日—2009年2月1日）
- 埃尔坎·巴什（2009年2月1日—8月）

### 总书记
- 凯末尔·奥库扬（2001年11月11日—2014年7月13日，2017年1月22日至今）